# Bény-sur-Mer
Bény-sur-Mer település Franciaországban, Calvados megyében. Lakosainak száma 455 fő (2022. január 1.). Bény-sur-Mer Basly, Bernières-sur-Mer, Courseulles-sur-Mer, Douvres-la-Délivrande, Fontaine-Henry és Reviers községekkel határos.

## Népesség
A település népességének változása:
| Lakosok száma | 288  | 270  | 278  | 329  | 429  | 445  | 445  | 447  | 444  | 455  |
|               | 1968 | 1982 | 1990 | 2006 | 2013 | 2015 | 2017 | 2019 | 2020 | 2022 |